# FGM–148 Javelin
Az FGM–148 Javelin az Amerikai Egyesült Államokban kifejlesztett hordozható, infravörös önirányítású, „tüzelj és felejtsd el” rendszerű páncéltörő rakéta, melyet a Raytheon és a Lockheed Martin gyárt. Páncélozott földi célok, megerősített fedezékek és alacsonyan repülő légi célok megsemmisítésére alkalmas. Elsőként az Egyesült Államok szárazföldi erőinél rendszeresítették 1996-ban.

## Története
1986-ban az Egyesült Államok hadserege pályázatot írt ki az M47 Dragon páncéltörő rakéta leváltására. A Texas Instruments (ma: Raytheon Missile Systems) és a Lockheed Martin Electronics and Missiles (ma: Lockheed Martin Missiles and Fire Control) közös céget alapítottak Javelin Joint Venture néven az új rakéta kifejlesztésére. 1989-ben a US Army szerződést kötött a céggel. A sikeres tesztek után 1994-ben kezdődött meg a sorozatgyártás, a rendszert először 1996-ban Fort Benning-ben helyezték üzembe. A tűzkeresztségen 2003-ban, az Iraki Szabadság Hadműveletben esett át, ahol az USA szárazföldi hadserege és a tengerészgyalogság, valamint az ausztrál különleges egységek több mint 1000 db rakétát használtak fel.

## Jellemzői
A rendszer két fő elemből áll: az indító konténerben elhelyezett rakétából (Launch Tube Assembly), és a célzó berendezésből (Command Launch Unit).

### Irányítórendszer
A célzó berendezés nappali és hőképalkotós éjszakai irányzékkal rendelkezik. A nappali irányzék 4-szeres, míg a hőképessel 4–9-szeres nagyítást biztosít. Tömege 6,4 kg.

### Indítóberendezés
Az Alliant Techsystems cég által gyártott ATK konténerben található a rakéta, amely infravörös önirányító berendezéssel van felszerelve. A robbanófej tandem elrendezésű, elöl található egy kisebb harci rész - ami becsapódáskor működésbe lépteti a harckocsi reaktív páncélzatát - így a mögötte található fő töltet már közvetlenül a harckocsi páncélzatán robban.

### A rendszer működése

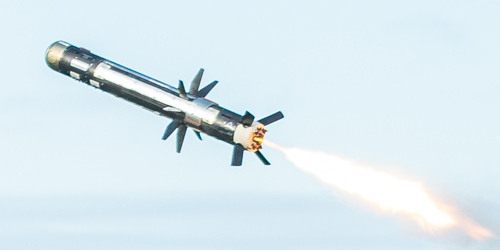
Maga a Javelin rakéta repülés közben

A rendszer kevesebb mint 30 másodperc alatt tűzkésszé tehető, az újratöltés ideje 20 másodperc. A lövész a célzóberendezés segítségével megkeresi a célt, majd kijelöli azt a célkereszttel. Az automata célkövető rendszer jelzést küld a rakétának, amely ez alapján megkeresi és befogja a célt. Ezután indítható a rakéta. A Javelin működését tekintve fire and forget (=tüzelj és felejtsd el) rendszerű, ami annyit jelent, hogy kilövés után a rakéta autonóm módon keresi meg a célt, nincs szükség külső beavatkozásra. A lövész a kilövés után pozíciót változtathat, vagy felkészülhet a következő lövésre.
Kétfokozatú szilárd hajtóanyagú rakétahajtóművel van felszerelve. Az első lépcső kiveti a rakétát az indítókonténerből, és csak később, a kezelőtől távolabb indul be a főhajtómű fokozat. Ez lehetővé teszi a rakéta fedezékből, vagy épületből történő indítását is. Kétféle üzemmódban használható: közvetlen és felülről történő támadásra. Előbbi esetben bunkerek, épületek, helikopterek ellen használják. A másik módszerrel az ellenséges páncélosok támadhatók. Ekkor a rakéta 150 m magasba emelkedik, és felülről támadja a célt, mert a harckocsik páncélzata itt a legvékonyabb.

## Műszaki jellemzők
- Hosszúság: 1,1 m (rakéta), 1,2 m (konténer)
- Tömeg: 22,3 kg
- Hatótávolság: 75–4000 m,
- Páncélátütő képesség: 600+ mm

## Összevetés hasonló rakétákkal
Az alábbiakban közepes hatótávolságú, felülről támadó infravörös elektro-optikai rávezetés alkalmazó rakéták kerülnek összehasonlításra.  Az adatok forrása az adott rakéta wikipédia szócikke, kivéve ahol ez külön jelezve van.
| Típus     | Fejlesztő ország          | Hatótávolság | Páncélátütés | Rakéta tömege | Indító tömege | Teljes tömeg | Hossz  | Man-in-the-Loop |
| --------- | ------------------------- | ------------ | ------------ | ------------- | ------------- | ------------ | ------ | --------------- |
| Akeron MP | Franciaország             | 5 km         | 1000 mm RHA  | 15 kg         | 11 kg         | 26 kg        | 1,3 m  | igen            |
| Spike LR2 | Izrael                    | 5,5 km       | 900 mm RHA   | 13 kg         | 12 kg         | 25 kg        | 1,17 m | igen            |
| Javelin   | Amerikai Egyesült Államok | 4 km         | 600 mm RHA   | 15,9 kg       | 6,2 kg        | 22,3 kg      | 1,1 m  | nem             |

(Man-in-the-Loop: adatkapcsolat megléte a rakéta és az indító között, a kezelő célt válthat a kilövés után is, irányíthatja a rakétát.)

## Rendszeresítő országok
- Egyesült Királyság, 18 CLU, 144 rakétaUkrán katona Javelinnel a vállán Észtország 120 darab indítóberendezést és 350 darab Block 0 és Block 1 változatú rakétát szerzett be 55 millió USD értékben.[1][2] Az elő rakétákat 2015-ben adta át a gyártó Észtországnak,[3] majd 2016-tól a maradék mennyiséget is leszállították.[4] A rakéták mellé 102 db integrált akkumulátor- és hűtőegységet (BCU), 16 oktató-gyakorló egységet, valamint 102 db gyakorló rakétát is szállítottak. A rakétákat az Észt Szárazföldi Erőknél és az önkéntes észt haderőnél, a Védelmi Szövetségnél (Kaitseliit) rendszeresítették. Észtország a 2022-es Ukrajnai orosz agresszió kezdete előtt, február 18-án több rakétát átadott az Ukrán Fegyveres Erőknek.

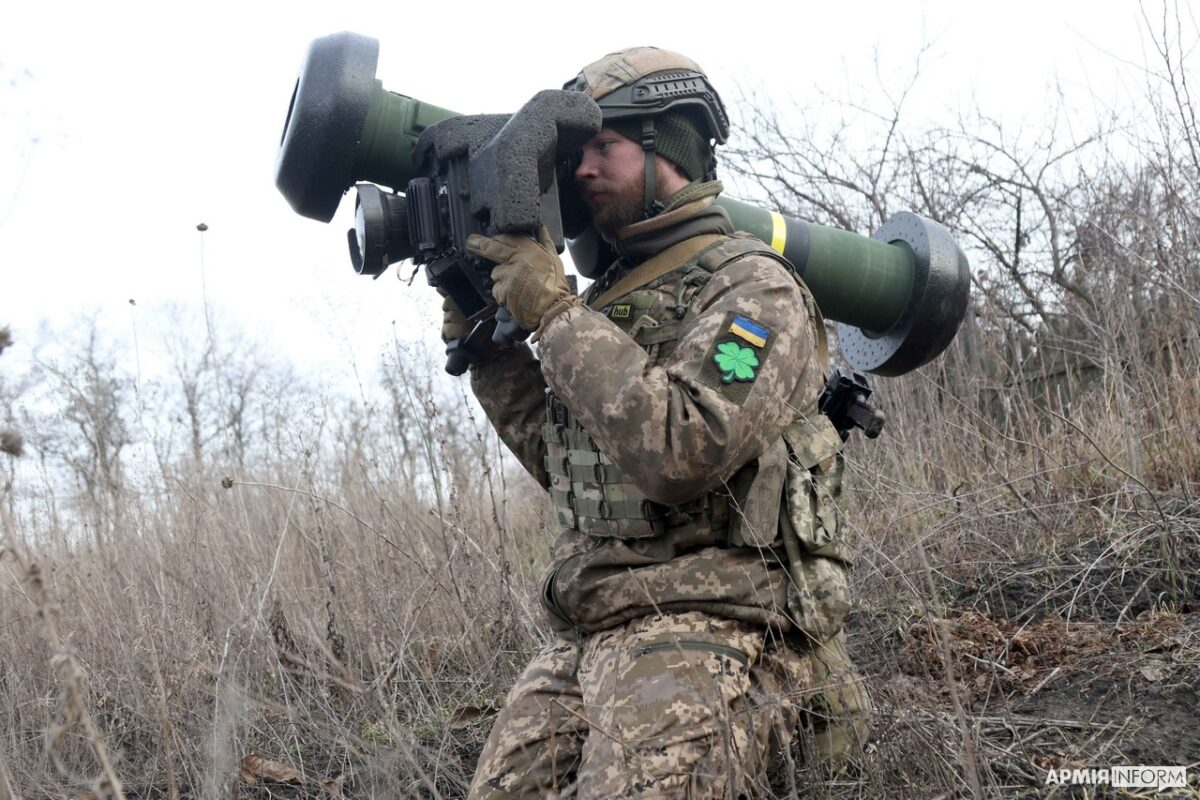
Ukrán katona Javelinnel a vállán

- Tajvan, 60 CLU, 360 rakéta
- Litvánia, 30 CLU 110 rakéta
- Jordánia, 30 CLU 110 rakéta
- Ausztrália, 92 CLU, 600 rakéta
- Új-Zéland, 24 CLU, ? rakéta
- Norvégia, 90 CLU, 526 rakéta
- Egyesült Arab Emírségek, 100 CLU, 1000 rakéta
- Omán, 30 CLU, 250 rakéta
- Bahrein, 60 CLU, 160 rakéta
- Csehország 2004-ben 1,7 millió USD-ért vásárolt három indítóberendezést és 12 db rakétát az Afganisztánban szolgáló egységei részére. 2015-ben további indítóberendezések és rakéták beszerzéséről született döntés.[5]
- Írország, 60 CLU, 100 rakéta
- Amerikai Egyesült Államok, több száz
- Kanada, 200 CLU, 840 rakéta
- Ukrajna, 37 darab indítóberendezés és 210 darab rakéta beszerzésére kerül sor 2018-ban 47 millió USD értékben. A fegyverek eladását 2017. december 23-án hagyta jóvá az Egyesült Államok elnöke és kongresszusa, majd 2018 áprilisában adták át az Ukrán Hadseregnek.[6] 2022-es orosz-ukrán háború kitöréséig több mint 1000 rakéta érkezett az ukrán haderő megsegítésére és továbbiak érkezése várható. Március 4-én kelt cikk szerint 300 Javelin rakéta indításával 280 ellenséges célpontot semmisített meg az ukrán haderő.[7]